# Parachaetophiloscia levantina
Parachaetophiloscia levantina är en kräftdjursart som beskrevs av Cruz och Henri Dalens1990. Parachaetophiloscia levantina ingår i släktet Parachaetophiloscia och familjen Philosciidae. Inga underarter finns listade i Catalogue of Life.